# 乔万尼·萨托利
乔万尼·萨托利（義大利語：Giovanni Sartori，義大利語發音：[dʒoˈvanni sarˈtori]，1924年5月13日—2017年4月4日），義大利政治學者，專研民主理論與比較政治學享譽國際。

## 生平
1924年生於義大利佛羅倫斯，1945年佛羅倫斯大學畢業後繼續在校研究，1963、1966年分別成為社會學、政治學教授；1964年赴美哈佛大學客座教授，1976年接阿蒙德任史丹福大學教授，1979至1994年擔任哥倫比亞大學史懷哲人文學科講座教授（Albert Schweitzer Professor in the Humanities），後聘為名譽教授。
其民主理論支持菁英民主，認為民主制度是「被統治的」（governed），問題在於被統治者與統治者之間的平衡；在比較政治學亦有創見，例如著名的政党制度七分法，以及轉換總統制和內閣制的交替式總統制設計等，提供不同思考方向。
此外，在義大利除了學者身分，也是《晚郵報》專欄作家。2002年與文化界人士發起組織「自由與公平聯盟」（Libertà e Giustizia）反對貝魯斯柯尼，雖於2005年辭去，但仍著書《蘇丹國》（Il Sultanato）不假辭色地將貝魯斯柯尼比作蘇丹。
2017年4月4日，因呼吸系統併發症逝世，享耆壽92歲。

## 主要著作
- 民主原理（Democratic Theory，1962年）
- 政黨與政黨制度（Parties and Party Systems，1976年）
- 民主新論（The Theory of Democracy Revisited，1987年）
- 比較憲政工程（Comparative Constitutional Engineering，1994年）

## 勛獎
- 義大利文化藝術功績獎章（1971年）
- 阿斯圖里亞斯親王獎（2005年）
- 卡爾·德意志獎（2009年）

## 外部連結
- 官方网站 （意大利文） （英文）
- Giovanni Sartori - Corriere della Sera （页面存档备份，存于） （意大利文）
- . YouTube上的Rivista di Politica頻道. （原始内容存档于2016-03-22） （意大利语）. 外部链接存在于|publisher= (帮助)
- 打了折扣的民主——從薩托利《民主新論》說開去 （繁體中文）